# Marchantiophyta
Le epatiche sono piante crittogame non-vascolari appartenenti alla divisione Marchantiophyta, che comprende circa 9.000 specie distribuite in tutto il mondo con una particolare predilezione per le località più umide.

## Morfologia

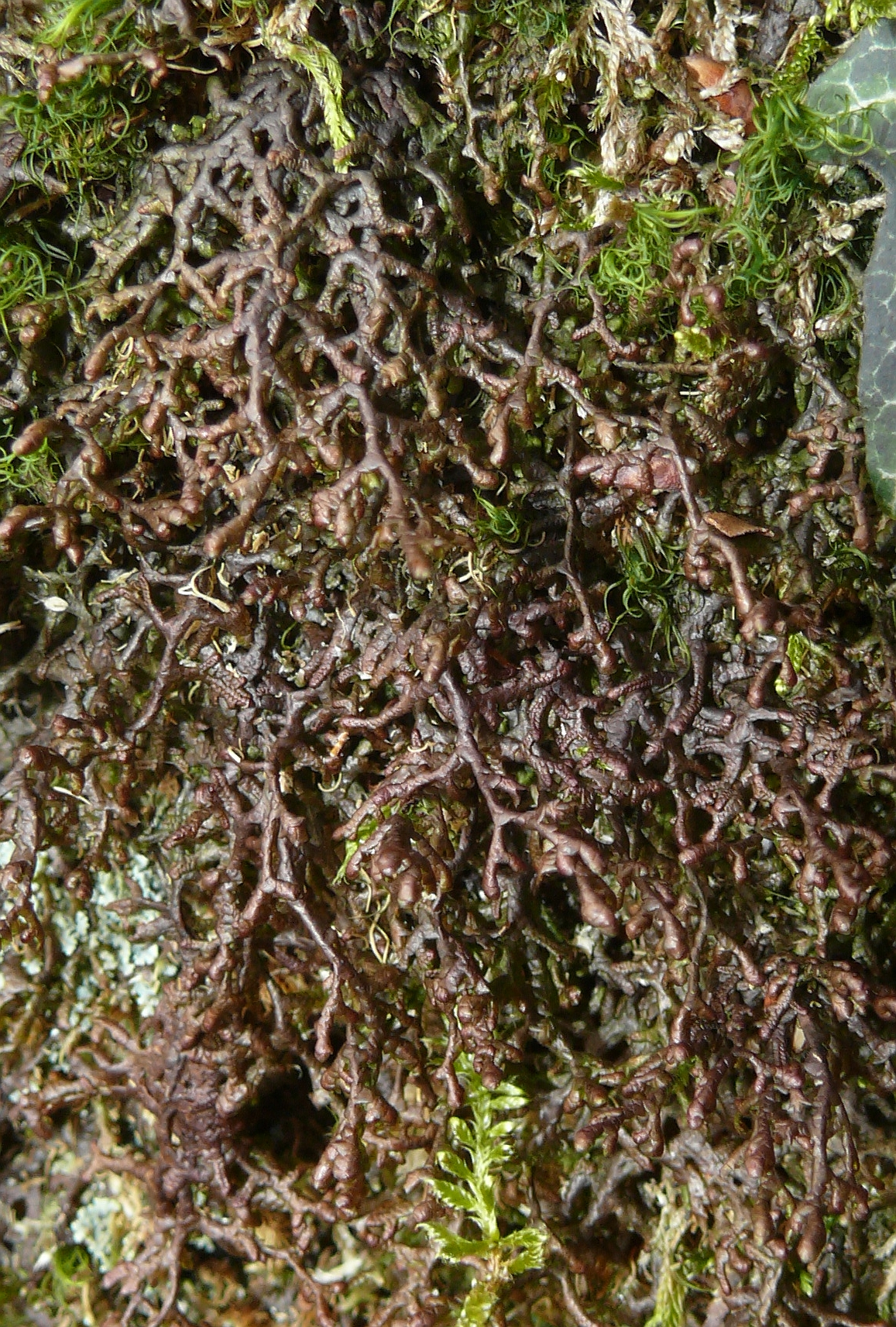
Un esemplare di Frullania tamarisci. Il genere Frullania è una epatica.

Lo stadio iniziale del protonema è estremamente ridotto, mentre il gametofito presenta in modo accentuato una simmetria dorso ventrale sia se è presente una struttura tallosa, sia se è presente una struttura cormoide (differenziamento di foglioline e fusticini). Le epatiche sono caratterizzate dalla presenza nelle cellule di corpi oleosi (oleocorpi) di forma specifica, avvolti da una membrana e che contengono terpeni e sesquiterpeni, che non si ritrovano in alcun altro gruppo di organismi vegetali.
Un'altra caratteristica è la presenza degli anfigastri, cioè di foglioline differenziate, presenti solo sul lato ventrale del fusticino che accentuano la simmetria dorso-ventrale.

## Riproduzione
Le epatiche svolgono una riproduzione attraverso un ciclo aplodiplonte, come tutte le piante terrestri, ma con alternanza di generazioni antitetiche (n-2n) eteromorfiche, con predominanza della generazione gametofitica su quella sporofitica.
Riproduzione sessuale (gametofitica)
Il gametofito ha crescita esclusivamente apicale per attività di un'unica cellula a forma di piramide rovesciata.
Sul protonema si sviluppano filamenti chiamati primordi.
Il gametofito nelle epatiche cormoidi ha foglioline che crescono su 3 file: 2 laterali e 1 ventrale, l'ultima ventrale essendo più corta forma una struttura dorso ventrale.
Il gametofito nelle epatiche tallose ha un fusticino appiattito ed espanso, così da assumere la forma di una lamina modificata nella cui parte ventrale sono situati i rizoidi, sempre unicellulari al contrario dei muschi che possono avere rizoidi sia uni che pluricellulari.
Il gametofito può essere annuale, anche se la maggior parte delle volte è pluriennale alcune volte pluricentenario come negli Sfagni, quindi continua a crescere apicalmente riassorbendo la parte basale del fusticino.
Sui gametofiti si differenziano i gametangi, sempre in gruppi e protetti da foglioline e anche gameti o le spore sono sempre protetti da strati di cellule sterili.
La riproduzione avviene attraverso gametogamia oogama.
I gametangi sono di 2 tipi: archegoni e anteridi.
Gli archegoni a forma di fiasco rappresentano i gametangi femminili, contengono il gamete femminile (cellula uovo) oosfera, sormontato da cellule del ventre sopra le quali troviamo le cellule del collo.
Le cellule del collo quando arriveranno gli anterozoi si trasformeranno in una massa liquida che aiuterà il passaggio dei gameti maschili fino alla oosfera.
Le cellule della parete del ventre o della parete del collo sono tutte cellule sterili che cambiano nome solo a seconda della posizione.
Gli anteridi (gametangi maschili sferici o ovoidali) contengono gli anterozoidi biflagellati.
Le epatiche aspettano la presenza dell'acqua per liberare i gameti maschili così da essere facilitati agli spostamenti e raggiungere l'archegonio.
Questo spostamento può avvenire solo per distanze brevi sulla terra al contrario dell'ambiente acquatico.
I gametofiti sono unisessuali ma può capitare che da un anno con l'altro cambino produzione dei gameti.
Nelle epatiche cormoidi i gameti femminili sono avvolti dal perianzio (struttura protettiva).
Nelle forme tallose i gametangi possono essere parzialmente infossati nel tallo o portati da piccole ramificazioni con alla sommità un ombrellino differenziato nell'anteridio prende il nome di ombrelletto anteridioforo e nell'archegonio ombrelletto archegonioforo.
La gametogamia è l'unico processo per il quale le Briofite e quindi le Epatiche si dimostrano ancora dipendenti dall'acqua.
Riproduzione sessuale (sporofitica)
Lo zigote dà origine a uno sporofito morfologicamente diverso dal gametofito (alternanza di generazioni antitetiche eteromorfiche).
Lo sporofito è avvolto da una formazione a tubo, con funzione protettiva essa lo avvolge fino a maturazione delle spore, è costituito da un piede che affonda nella parte superiore del fusticino e si allunga nella seta una parte filamentosa priva di appendici laterali poco sviluppata rispetto ai muschi, termina con una capsula nella quale vengono contenute le spore. Questa capsula costituisce quindi lo sporangio.
Bisogna tenere conto che la struttura delle capsule ha valore estremamente importante tassonomicamente, quindi possiamo trovare molta differenziazione.
Sporogonia
la sporogonia è la più importante tra queste tipologie di riproduzione. Avviene attraverso meiospore prodotte da sporangi nei quali troviamo l'archesporio costituito dal complesso di cellule madri delle spore, da ognuna di queste spore per meiosi si formano 4 meiospore.
Le meiospore sono costituite da una parete bistratificata, che interiormente prende il nome di endosporio o intina ed esteriormente prende il nome di esosporio o esina, quest'ultimo è formato da sporopollenina.
L'archesporio produce gli elateri che sono inspessimenti di pareti formati da cellule sterili i quali favoriscono la dispersione.
Diffusione delle spore: Sono sempre coinvolti gli elateri con le loro pareti interne a spirale che favoriscono la dispersione.
Nella maggior parte dei casi la disidratazione determina il distacco dello sporangio e delle spore attaccate ad esso.
In poche epatiche gli elateri sono attaccati con entrambe le estremità, e in questo caso è la disidratazione degli elateri che ne provoca il distacco dal centro della capsula avendo così la dispersione.
Riproduzione vegetativa
Questa riproduzione è in grado di essere sostenuta solo dal gametofito può avvenire:
- Per semplice frammentazione gametofitica
- Tramite produzione di propaguli unicellulari o pluricellulari che nelle forme cormoidi vengono formati alla sommità dei frustili o sulla punta delle foglioline mentre nelle forme tallose vengono formate attraverso espansioni del tallo.
-Tramite differenziazione di gemme pluricellulari che porta all'immediata formazione di un nuovo gametofito senza passare dallo stadio protonema (per quanto riguarda lo stadio maschile).

## Classificazione
Tradizionalmente, le epatiche venivano incluse, con i muschi e le antocerote, nella divisione Bryophyta, dove formavano la classe Hepaticae o, convenzionalmente, Marchantiopsida.
Oggi si tende a considerare il gruppo delle briofite come parafiletico e ciò ha portato all'elevazione delle singole classi al rango di divisione. Le epatiche vengono quindi ascritte alla divisione Marchantiophyta, le antocerote alla divisione Anthocerotophyta, mentre i muschi rimangono i soli rappresentanti della divisione Bryophyta. La classe Marchantiopsida, intesa nel nuovo senso, rappresenta adesso solo una parte delle epatiche e non, come in passato, la totalità.
Divisione Marchantiophyta
- Classe Haplomitriopsida
  - Ordine Haplomitriales
  - Ordine Treubiales
- Classe Jungermanniopsida
  - Ordine Metzgeriales
  - Ordine Jungermanniales
- Classe Marchantiopsida
  - Ordine Blasiales
  - Ordine Sphaerocarpales
  - Ordine Marchantiales

| Haplomitriopsida | \| \| Haplomitriales \| \| \| \| \| \| Treubiales \| \| \| \| |
|                  | \| \| Haplomitriales \| \| \| \| \| \| Treubiales \| \| \| \| |
|                  | Haplomitriales                                                |
|                  |                                                               |
|                  | Treubiales                                                    |
|                  |                                                               |

|  | Haplomitriales |
|  |                |
|  | Treubiales     |
|  |                |

|  | Blasiales                                                         |
|  |                                                                   |
|  | \| \| Sphaerocarpales \| \| \| \| \| \| Marchantiales \| \| \| \| |
|  |                                                                   |
|  | Sphaerocarpales                                                   |
|  |                                                                   |
|  | Marchantiales                                                     |
|  |                                                                   |

|  | Sphaerocarpales |
|  |                 |
|  | Marchantiales   |
|  |                 |

|  | Metzgeriales (part)                                                     |
|  |                                                                         |
|  | \| \| Jungermanniales \| \| \| \| \| \| Metzgeriales (part) \| \| \| \| |
|  |                                                                         |
|  | Jungermanniales                                                         |
|  |                                                                         |
|  | Metzgeriales (part)                                                     |
|  |                                                                         |

|  | Jungermanniales     |
|  |                     |
|  | Metzgeriales (part) |
|  |                     |

|  | Blasiales                                                         |
|  |                                                                   |
|  | \| \| Sphaerocarpales \| \| \| \| \| \| Marchantiales \| \| \| \| |
|  |                                                                   |
|  | Sphaerocarpales                                                   |
|  |                                                                   |
|  | Marchantiales                                                     |
|  |                                                                   |

|  | Sphaerocarpales |
|  |                 |
|  | Marchantiales   |
|  |                 |

|  | Metzgeriales (part)                                                     |
|  |                                                                         |
|  | \| \| Jungermanniales \| \| \| \| \| \| Metzgeriales (part) \| \| \| \| |
|  |                                                                         |
|  | Jungermanniales                                                         |
|  |                                                                         |
|  | Metzgeriales (part)                                                     |
|  |                                                                         |

|  | Jungermanniales     |
|  |                     |
|  | Metzgeriales (part) |
|  |                     |

| Haplomitriopsida | \| \| Haplomitriales \| \| \| \| \| \| Treubiales \| \| \| \| |
|                  | \| \| Haplomitriales \| \| \| \| \| \| Treubiales \| \| \| \| |
|                  | Haplomitriales                                                |
|                  |                                                               |
|                  | Treubiales                                                    |
|                  |                                                               |

|  | Haplomitriales |
|  |                |
|  | Treubiales     |
|  |                |

|  | Blasiales                                                         |
|  |                                                                   |
|  | \| \| Sphaerocarpales \| \| \| \| \| \| Marchantiales \| \| \| \| |
|  |                                                                   |
|  | Sphaerocarpales                                                   |
|  |                                                                   |
|  | Marchantiales                                                     |
|  |                                                                   |

|  | Sphaerocarpales |
|  |                 |
|  | Marchantiales   |
|  |                 |

|  | Metzgeriales (part)                                                     |
|  |                                                                         |
|  | \| \| Jungermanniales \| \| \| \| \| \| Metzgeriales (part) \| \| \| \| |
|  |                                                                         |
|  | Jungermanniales                                                         |
|  |                                                                         |
|  | Metzgeriales (part)                                                     |
|  |                                                                         |

|  | Jungermanniales     |
|  |                     |
|  | Metzgeriales (part) |
|  |                     |

|  | Blasiales                                                         |
|  |                                                                   |
|  | \| \| Sphaerocarpales \| \| \| \| \| \| Marchantiales \| \| \| \| |
|  |                                                                   |
|  | Sphaerocarpales                                                   |
|  |                                                                   |
|  | Marchantiales                                                     |
|  |                                                                   |

|  | Sphaerocarpales |
|  |                 |
|  | Marchantiales   |
|  |                 |

|  | Metzgeriales (part)                                                     |
|  |                                                                         |
|  | \| \| Jungermanniales \| \| \| \| \| \| Metzgeriales (part) \| \| \| \| |
|  |                                                                         |
|  | Jungermanniales                                                         |
|  |                                                                         |
|  | Metzgeriales (part)                                                     |
|  |                                                                         |

|  | Jungermanniales     |
|  |                     |
|  | Metzgeriales (part) |
|  |                     |

| Haplomitriopsida | \| \| Haplomitriales \| \| \| \| \| \| Treubiales \| \| \| \| |
|                  | \| \| Haplomitriales \| \| \| \| \| \| Treubiales \| \| \| \| |
|                  | Haplomitriales                                                |
|                  |                                                               |
|                  | Treubiales                                                    |
|                  |                                                               |

|  | Haplomitriales |
|  |                |
|  | Treubiales     |
|  |                |

|  | Blasiales                                                         |
|  |                                                                   |
|  | \| \| Sphaerocarpales \| \| \| \| \| \| Marchantiales \| \| \| \| |
|  |                                                                   |
|  | Sphaerocarpales                                                   |
|  |                                                                   |
|  | Marchantiales                                                     |
|  |                                                                   |

|  | Sphaerocarpales |
|  |                 |
|  | Marchantiales   |
|  |                 |

|  | Metzgeriales (part)                                                     |
|  |                                                                         |
|  | \| \| Jungermanniales \| \| \| \| \| \| Metzgeriales (part) \| \| \| \| |
|  |                                                                         |
|  | Jungermanniales                                                         |
|  |                                                                         |
|  | Metzgeriales (part)                                                     |
|  |                                                                         |

|  | Jungermanniales     |
|  |                     |
|  | Metzgeriales (part) |
|  |                     |

|  | Blasiales                                                         |
|  |                                                                   |
|  | \| \| Sphaerocarpales \| \| \| \| \| \| Marchantiales \| \| \| \| |
|  |                                                                   |
|  | Sphaerocarpales                                                   |
|  |                                                                   |
|  | Marchantiales                                                     |
|  |                                                                   |

|  | Sphaerocarpales |
|  |                 |
|  | Marchantiales   |
|  |                 |

|  | Metzgeriales (part)                                                     |
|  |                                                                         |
|  | \| \| Jungermanniales \| \| \| \| \| \| Metzgeriales (part) \| \| \| \| |
|  |                                                                         |
|  | Jungermanniales                                                         |
|  |                                                                         |
|  | Metzgeriales (part)                                                     |
|  |                                                                         |

|  | Jungermanniales     |
|  |                     |
|  | Metzgeriales (part) |
|  |                     |

| Haplomitriopsida | \| \| Haplomitriales \| \| \| \| \| \| Treubiales \| \| \| \| |
|                  | \| \| Haplomitriales \| \| \| \| \| \| Treubiales \| \| \| \| |
|                  | Haplomitriales                                                |
|                  |                                                               |
|                  | Treubiales                                                    |
|                  |                                                               |

|  | Haplomitriales |
|  |                |
|  | Treubiales     |
|  |                |

|  | Blasiales                                                         |
|  |                                                                   |
|  | \| \| Sphaerocarpales \| \| \| \| \| \| Marchantiales \| \| \| \| |
|  |                                                                   |
|  | Sphaerocarpales                                                   |
|  |                                                                   |
|  | Marchantiales                                                     |
|  |                                                                   |

|  | Sphaerocarpales |
|  |                 |
|  | Marchantiales   |
|  |                 |

|  | Metzgeriales (part)                                                     |
|  |                                                                         |
|  | \| \| Jungermanniales \| \| \| \| \| \| Metzgeriales (part) \| \| \| \| |
|  |                                                                         |
|  | Jungermanniales                                                         |
|  |                                                                         |
|  | Metzgeriales (part)                                                     |
|  |                                                                         |

|  | Jungermanniales     |
|  |                     |
|  | Metzgeriales (part) |
|  |                     |

|  | Blasiales                                                         |
|  |                                                                   |
|  | \| \| Sphaerocarpales \| \| \| \| \| \| Marchantiales \| \| \| \| |
|  |                                                                   |
|  | Sphaerocarpales                                                   |
|  |                                                                   |
|  | Marchantiales                                                     |
|  |                                                                   |

|  | Sphaerocarpales |
|  |                 |
|  | Marchantiales   |
|  |                 |

|  | Metzgeriales (part)                                                     |
|  |                                                                         |
|  | \| \| Jungermanniales \| \| \| \| \| \| Metzgeriales (part) \| \| \| \| |
|  |                                                                         |
|  | Jungermanniales                                                         |
|  |                                                                         |
|  | Metzgeriales (part)                                                     |
|  |                                                                         |

|  | Jungermanniales     |
|  |                     |
|  | Metzgeriales (part) |
|  |                     |

Nel 2016 Söderström e collaboratori propongono questa classificazione aggiornata:
- Marchantiophyta Stotler & Crandall-Stotler 2000
  - Haplomitriopsida Stotler & Crandall-Stotler 1977
    - Haplomitriales Hamlin 1972
    - Treubiales Schljakov 1972

  - Marchantiopsida Cronquist, Takhtajan & Zimmermann 1966
    - Blasiidae He-Nygrén et al. 2006
      - Blasiales Stotler & Crandall-Stotler 2000

    - Marchantiidae Engler 1893 sensu He-Nygrén et al. 2006
      - Neohodgsoniales Long 2006
      - Sphaerocarpales Cavers 1910 (bottle liverworts)
      - Lunulariales Long 2006
      - Marchantiales Limpricht 1877 (complex thalloids)

  - Jungermanniopsida Stotler & Crandall-Stotler 1977
    - Pelliidae He-Nygrén et al. 2006
      - Pelliales He-Nygrén et al. 2006
      - Pallaviciniales Frey & Stech 2005
      - Fossombroniales Schljakov 1972

    - Metzgeriidae Bartholomew-Began 1990
      - Pleuroziales Schljakov 1972
      - Metzgeriales Chalaud 1930

    - Jungermanniidae Engler 1893 (leafy liverworts)
      - Porellales Schljakov 1972
      - Ptilidiales Schljakov 1972
      - Jungermanniales von Klinggräff 1858